# رمكو أفينبول
رمكو أفينبول (بالفرنسية: Remco Evenepoel)‏ (و. 2000  م) هو راكب دراجة هوائية، ولاعب كرة قدم بلجيكي.

## سباقات أو مراحل فاز بها
| التاريخ        | السباق                                                            | المركز                                                                                               |
| -------------- | ----------------------------------------------------------------- | --- |
| 12 يوليو 2018  | بطولة أوروبا للدراجات – سباق الطريق ضد الساعة للشبان 2018         | الفائز في التصنيف العام                                                                              |
| 15 يوليو 2018  | بطولة أوروبا للدراجات – سباق الطريق للشبان 2018                   | الفائز في التصنيف العام                                                                              |
| 25 سبتمبر 2018 | سباق الطريق ضد الساعة للشبان في بطولة العالم 2018                 | الفائز في التصنيف العام                                                                              |
| 27 سبتمبر 2018 | سباق الطريق للشبان في بطولة العالم 2018                           | الفائز في التصنيف العام                                                                              |
| 03 فبراير 2019 | فولتا سان خوان 2019                                               | الأول في تصنيف أفضل شاب، التاسع في التصنيف العام                                                     |
| 21 أبريل 2019  | طواف تركيا الرئاسي 2019                                           | الرابع في التصنيف العام، السادس في تصنيف الجبال                                                      |
| 02 يونيو 2019  | طواف النرويج 2019                                                 | الخامس في تصنيف الجبال                                                                               |
| 16 يونيو 2019  | طواف بلجيكا 2019                                                  | الفائز في التصنيف العام                                                                              |
| 28 يوليو 2019  | سباق أدرياتيكي يونيكا 2019                                        | الثاني في تصنيف النقاط، الثالث في تصنيف أفضل شاب، السادس في تصنيف الجبال، الثامن في التصنيف العام    |
| 03 أغسطس 2019  | طواف سان سيباستيان 2019                                           | الفائز في التصنيف العام                                                                              |
| 08 أغسطس 2019  | سباق الزمن لنخبة الرجال - بطولة أوروبا للدراجات 2019              | الفائز في التصنيف العام                                                                              |
| 02 فبراير 2020 | فولتا سان خوان 2020                                               | الفائز في التصنيف العام                                                                              |
| 23 فبراير 2020 | فولتا الغارف 2020                                                 | الفائز في التصنيف العام                                                                              |
| 01 أغسطس 2020  | طواف برغش 2020                                                    | الفائز في التصنيف العام                                                                              |
| 09 أغسطس 2020  | طواف بولندا 2020                                                  | الفائز في التصنيف العام                                                                              |
| 13 يونيو 2021  | طواف بلجيكا 2021                                                  | الفائز في التصنيف العام                                                                              |
| 16 يونيو 2021  | سباق الطريق ضد الساعة للرجال في بطولة بلجيكا 2021                 | |
| 20 يونيو 2021  | سباق الطريق للرجال في بطولة بلجيكا 2021                           | |
| 14 أغسطس 2021  | طواف الدنمارك 2021                                                | الفائز في التصنيف العام                                                                              |
| 26 أغسطس 2021  | دريفينكويرز أوفيريجز 2021                                         | الفائز في التصنيف العام                                                                              |
| 28 أغسطس 2021  | دراجات بروكسل الكلاسيكية 2021                                     | الفائز في التصنيف العام                                                                              |
| 04 أكتوبر 2021 | كوبا بيرنوشي 2021                                                 | الفائز في التصنيف العام                                                                              |
| 01 يناير 2022  | طواف أوروبا للدراجات 2022                                         | |
| 06 فبراير 2022 | فولتا لا كومونيتات فالنسيانا 2021                                 | الأول في تصنيف أفضل شاب، الثاني في التصنيف العام، الرابع في تصنيف الجبال، الخامس في تصنيف النقاط     |
| 20 فبراير 2022 | فولتا الغارف 2022                                                 | الفائز في التصنيف العام                                                                              |
| 09 أبريل 2022  | طواف بلاد الباسك 2022                                             | الأول في تصنيف أفضل شاب، الثالث في تصنيف النقاط، الرابع في التصنيف العام                             |
| 24 أبريل 2022  | لييج-باستون-لييج 2022                                             | الفائز في التصنيف العام                                                                              |
| 29 مايو 2022   | طواف النرويج 2022                                                 | الفائز في التصنيف العام                                                                              |
| 31 مايو 2022   | 2022 Gullegem Koerse                                              | الفائز في التصنيف العام                                                                              |
| 24 يونيو 2022  | سباق الزمن على الطريق للرجال في بطولة بلجيكا 2022                 | الفائز في التصنيف العام                                                                              |
| 30 يوليو 2022  | طواف سان سيباستيان 2022                                           | الفائز في التصنيف العام                                                                              |
| 11 سبتمبر 2022 | طواف إسبانيا 2022                                                 | الفائز في التصنيف العام                                                                              |
| 25 سبتمبر 2022 | سباق الطريق في بطولة العالم 2022                                  | الفائز في التصنيف العام                                                                              |
| 01 يناير 2023  | طواف أوروبا للدراجات 2023                                         | |
| 26 فبراير 2023 | طواف الإمارات 2023                                                | الفائز في التصنيف العام                                                                              |
| 26 مارس 2023   | فولتا كاتالونيا 2023                                              | الأول في تصنيف أفضل شاب، الأول في تصنيف الجبال، الثاني في التصنيف العام، الثاني في تصنيف النقاط      |
| 23 أبريل 2023  | لييج-باستون-لييج 2023                                             | الفائز في التصنيف العام                                                                              |
| 25 يونيو 2023  | 2023 Belgian National Road Race Championships - Men RR            | الفائز في التصنيف العام                                                                              |
| 25 يونيو 2023  | 2023 Belgian Men's National Road Race Championships               | |
| 29 يوليو 2023  | طواف سان سيباستيان 2023                                           | الفائز في التصنيف العام                                                                              |
| 11 أغسطس 2023  | سباق الزمن في بطولة العالم 2023                                   | الفائز في التصنيف العام                                                                              |
| 17 سبتمبر 2023 | طواف إسبانيا 2023                                                 | الأول في تصنيف الجبال، المرتبة 12 في التصنيف العام، الثاني في تصنيف النقاط، الخامس في تصنيف أفضل شاب |
| 15 أكتوبر 2023 | 2023 Chrono des Nations                                           | |
| 01 يناير 2024  | طواف أوروبا للدراجات 2024                                         | |
| 10 فبراير 2024 | فيجويرا تشامبيونز كلاسيك 2024                                     | الفائز في التصنيف العام                                                                              |
| 18 فبراير 2024 | فولتا الغارف 2024                                                 | الفائز في التصنيف العام                                                                              |
| 10 مارس 2024   | باريس-نيس 2024                                                    | الأول في تصنيف الجبال، الأول في تصنيف النقاط، الثاني في التصنيف العام، الثاني في تصنيف أفضل شاب      |
| 21 يوليو 2024  | طواف فرنسا 2024                                                   | الأول في تصنيف أفضل شاب، الثالث في التصنيف العام، الخامس في تصنيف الجبال، السابع في تصنيف النقاط     |
| 27 يوليو 2024  | cycling at the 2024 Summer Olympics – men's individual time trial | الفائز في التصنيف العام                                                                              |
| 03 أغسطس 2024  | cycling at the 2024 Summer Olympics – men's individual road race  | الفائز في التصنيف العام                                                                              |
| 22 سبتمبر 2024 | 2024 World Road Cycling Championships - Men ITT                   | الفائز في التصنيف العام                                                                              |

## روابط خارجية
- رمكو أفينبول على موقع الاتحاد الدولي للدراجات (الإنجليزية)
- رمكو أفينبول على موقع أرشيف الدراجات (الإنجليزية)
- رمكو أفينبول على موقع إحصائيات الدراجات الإحترافية (الإنجليزية)
- رمكو أفينبول على موقع نسبة الدراجات (الإنجليزية)
- رمكو أفينبول على موقع CycleBase (الإنجليزية)
- رمكو أفينبول على موقع اللجنة الأولمبية الدولية (الإنجليزية)
- رمكو أفينبول على موقع أوليمبيديا (الإنجليزية)
- رمكو أفينبول على موقع اللجنة الأولمبية البلجيكية (الهولندية)